# Route nationale 30 (Madagaskar)
Die Route nationale 30 (RN 30) ist eine 17 km lange Nationalstraße in der Region Diana im Norden von Madagaskar. Sie zweigt in Madirofolo bei Ambanja von der RN 6 ab und führt in nordwestlicher Richtung nach Ankify, von wo Fähren nach Andoany (Hell-Ville) auf der Insel Nosy Be übersetzen.